# Apeadeiro de Abela
O Apeadeiro de Abela, originalmente conhecido como Abela - São Domingos, foi uma gare da Linha de Sines, que servia as localidades de Abela e São Domingos, no concelho de Santiago do Cacém, em Portugal.

## História

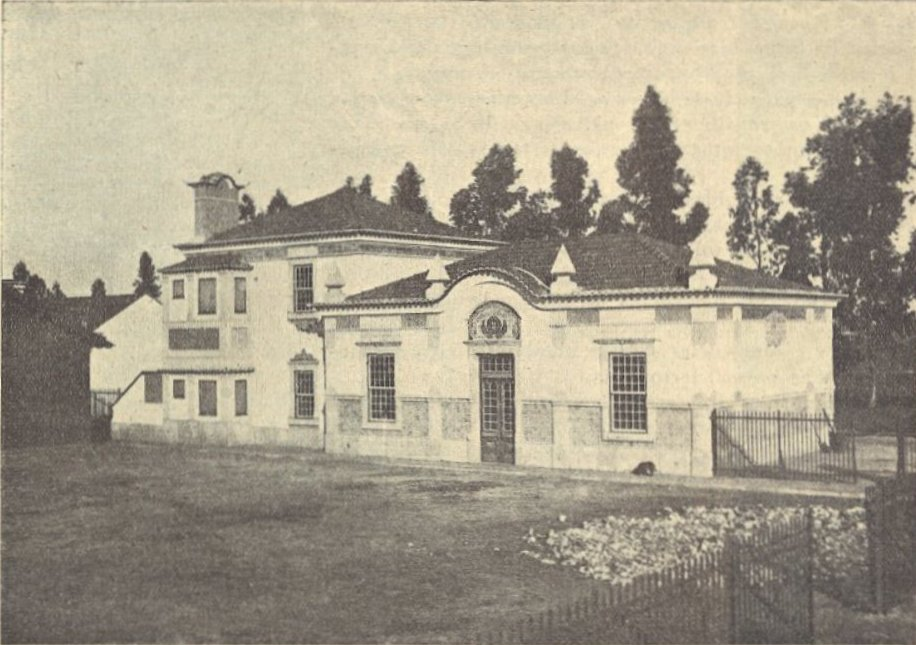
Estação de Abela - São Domingos, nos primeiros anos.

Em Maio de 1933, já tinha sido concluída a construção da estação de Abela - São Domingos. Esta interface situava-se no lanço da Linha de Sines entre Ermidas - Sado e São Bartolomeu da Serra, que entrou ao serviço em 9 de Abril de 1927.
Em 2 de Janeiro de 1990, a empresa Caminhos de Ferro Portugueses encerrou os serviços de passageiros na Linha de Sines.